# Замглай (река)
Замгла́й (Самглай, Свень, Свинь, Свинка, Свиная; укр. Замгла́й) — правый приток Десны, протекающий по Черниговскому району (Черниговская область, Украина). Длина — 49 км (ранее 15 км). Площадь бассейна — 584 км². Уклон реки — 0,48 м/км.

## География
Формируется из болотной системы Южный Замглай. Русло реки в верхнем течении, юго-восточнее села Чумак, находится на высоте 125,4 м над уровнем моря, в среднем течении, восточнее села Петрушин — 116,4 м, в низовье, у села Киселёвка — 105,5 м.
Приустьевая часть русла сильно-извилистая с крутыми поворотами. В приустьевой части река сообщается с рекой Свинка, затем образовывает озеро Обиток. Большая часть русла юго-восточнее села Звеничев спрямлена в канал шириной 12 м и глубиной 2 м.
Вследствие антропогенного влияния, река была преобразована в магистральный канал длиной 42 км и служит водоприёмником осушительной системы. Изначально, согласно изданию «Каталог річок України», в 1957 году длина реки составляла 15 км с площадью бассейна 584 км². Согласно изданию «Чернігівщина: Енциклопедичний довідник», длина реки — 26 км с площадью бассейна 492 км², а берёт начало возле села Выхвостов.
Река берёт начало на осушительной системе болота Замглай (урочище Болото Замглай), что между пгт Замглай и селом Буровка. Река течёт на юго-восток. Впадает в Десну (на 218-м км от её устья) ниже села Киселёвка.
Пойма занята заболоченными участками с лугами и кустарниками, незначительно лесами (лесополосы и одиночные деревья).
Притоки: Невклянский.

## Населённые пункты на реке
От истока к устью:
1. Развиновка;
2. Звеничев;
3. Тереховка;
4. Березанка;
5. Киселёвка[12].